# Kosakowo
Kosakowo je vesnice, která je centrem gminy Kosakowo v okrese Puck v Pomořském vojvodství ma pobřeží Baltského moře v Polsku.

## Další informace

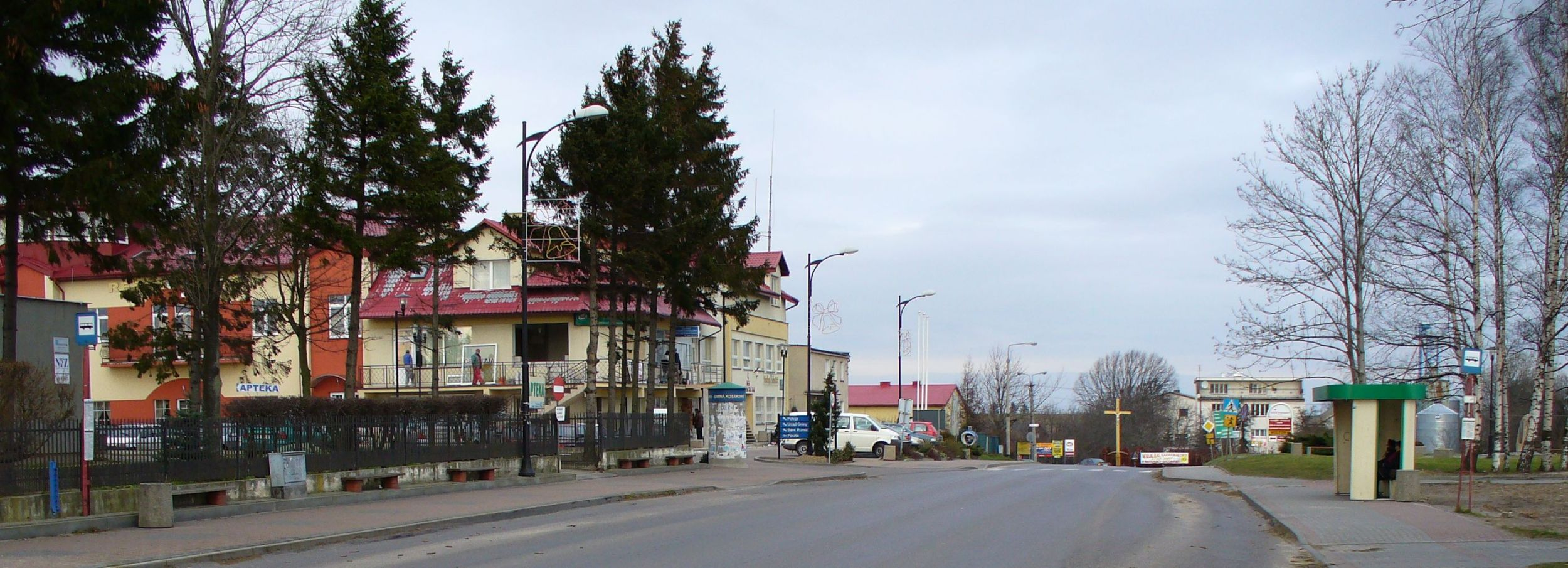

Vesnice je poprvé písemně zmíněna v roce 1224 pod názvem Kossakeuitz. V dobách pruského záboru 1772 až 1919 se vesnice jmenovala Kossakau. V 19. století došlo k dynamickému rozvoji obce. Až do druhé světové války byl kosakowskou atrakcí novobarokní kostel s 65metrovou věží. Kostel, stejně jako většina budov, byl zničen během 2. světové války. V roce 1942 nacistická německá okupační vláda nazývala vesnici Kämpenau.
Nachází se zde kostel svatého Antonína z Padovy (Kościół pw. Świętego Antoniego Padewskiego), hřbitov, válečný hřbitov, kde je pohřbeno 120 polských obránců z bojiště Kępa Oksywska z roku 1939, hasiči, škola, policie, pošta, sportoviště aj. Severovýchodním směrem od Kosakowa se nachází vesnice Pierwoszyno. U Kosakowa se nachází letiště pro letadla a vrtulníky (Port lotniczy Gdynia-Kosakowo - Gdynia-Kosakowo Airport - QYD), které nejprve sloužilo armádě a v současnosti je civilní.